# Богдановка (Зианчуринский район)
Богдановка (баш. Богдановка) — деревня в Зианчуринском районе Республики Башкортостан Российской Федерации. Входит в состав Суренского сельсовета.

## География

### Географическое положение
Расстояние до:
- районного центра (Исянгулово): 21 км,
- центра сельсовета (Кугарчи): 3 км,
- ближайшей ж/д станции (Саракташ): 75 км.

## Население
| 1939 | 1959 | 1970 | 1979 | 1989 | 2002 | 2009 |
| ---- | ---- | ---- | ---- | ---- | ---- | ---- |
| 350  | ↘134 | ↘103 | ↘61  | ↘42  | ↘29  | ↗33  |
| 2010 |      |      |      |      |      |      |
| ↘29  |      |      |      |      |      |      |

Национальный состав
Согласно переписи 2002 года, преобладающая национальность — русские (45 %).